# Resina de podófilo
La resina de podófilo, también conocida como podophyllum o podofilina, es una resina hecha de las raíces de la mandrágora estadounidense. Se utiliza como medicamento para tratar las verrugas genitales y las verrugas plantares, incluso en personas con VIH/SIDA. No se recomienda en infecciones por VPH sin verrugas externas. Se recomienda que la aplicación sea realizada por parte de un profesional de la salud dedicado a la piel.
Los efectos secundarios comunes incluyen enrojecimiento, picazón y dolor en el sitio de uso. Los efectos secundarios graves pueden incluir vómitos, dolor abdominal, confusión, supresión de la médula ósea y diarrea. No se recomienda para más de un área pequeña a la vez. Se sabe que el uso durante el embarazo es peligroso para el producto.  
La resina de podófilo se ha usado para tratar verrugas desde a lo menos 1820.  Está en la Lista de medicamentos esenciales de la Organización Mundial de la Salud, los medicamentos más efectivos y seguros que se necesitan en un sistema de salud. En los Estados Unidos, un ciclo de tratamiento cuesta entre US$50 y 100. También está disponible una formulación conocida como podofilotoxina con menos efectos secundarios.